# Układ Henona

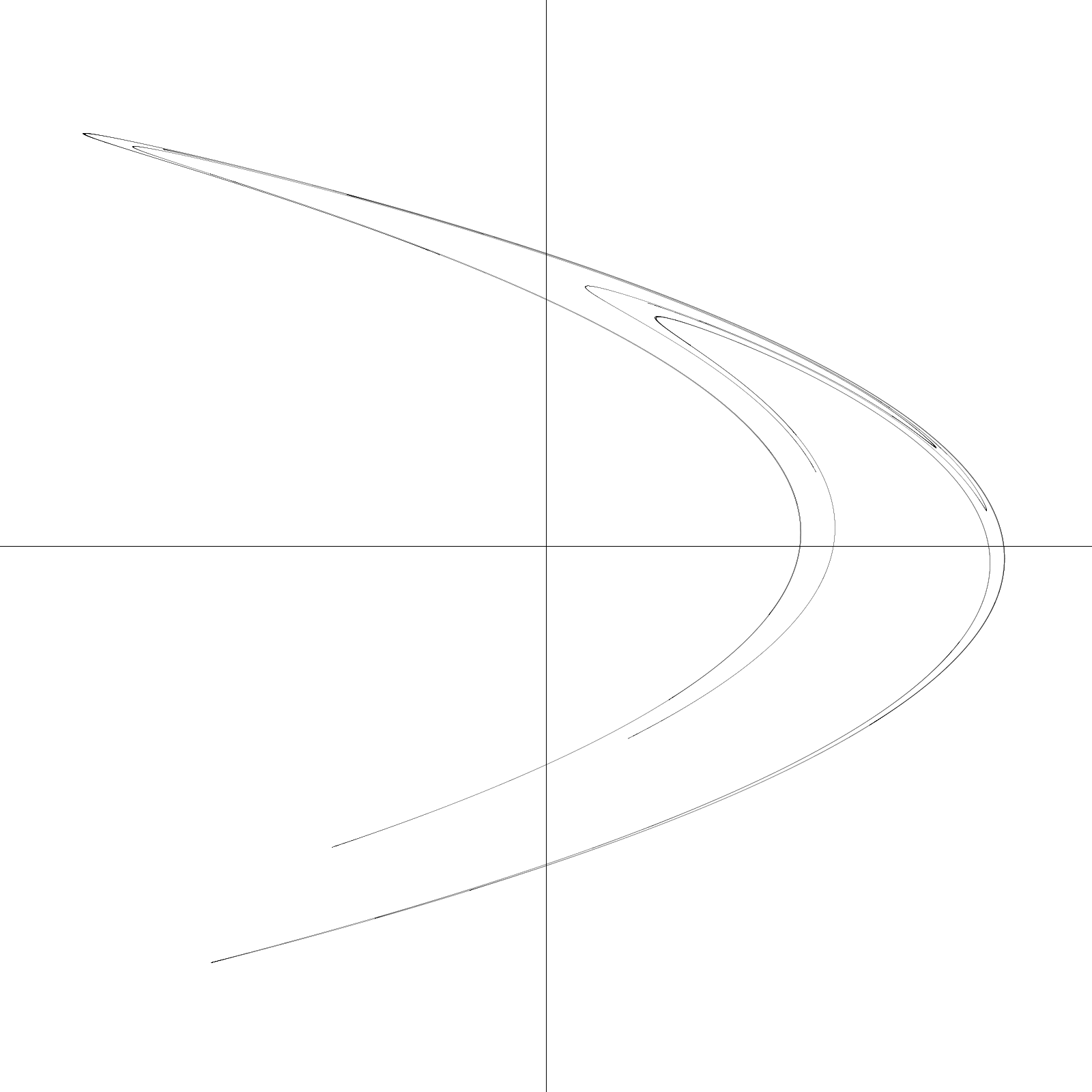
Atraktor Henona dla parametrów i

Układ Henona (albo odwzorowanie Henona) – układ dwóch równań różnicowych nieliniowych przedstawionych przez francuskiego astronoma Michela Hénona.
{\displaystyle {\begin{cases}x_{t+1}=y_{t}+1-1{,}4x_{t}^{2}\\y_{t+1}=0{,}3x_{t}\end{cases}}}
lub
{\displaystyle {\begin{cases}x_{n+1}=y_{n}+1-ax_{n}^{2}\\y_{n+1}=bx_{n}\end{cases}}}
lub
{\displaystyle H(x,y)=(1+y-ax^{2},bx),}
gdzie {\displaystyle a=1{,}4,\ b=0{,}3.}
Dla odwzorowania przy parametrach ({\displaystyle a=1{,}4} i {\displaystyle b=0{,}3}), startując z punktu początkowego na płaszczyźnie układu, dochodzi się do zbioru punktów nazywanych dziwnym atraktorem Henona albo rozbiega się do nieskończoności. Atraktor Henona jest fraktalem, natomiast przekrój przez atraktor Henona jest tożsamy ze zbiorem Cantora.